# Morio Asaka
Morio Asaka (Prefettura di Hyōgo, 11 marzo 1967) è un regista giapponese, specializzato nella direzione di anime.
Diplomatosi presso la Osaka Designers' College, è un membro del celebre studio Madhouse. Fra le sue opere più celebri si possono citare Cardcaptor Sakura, che ha rappresentato il suo debutto televisivo, Galaxy Angel, Gunslinger Girl, Last Order: Final Fantasy VII e Nana.